# Rudolf Herliczka
Rudolf Herliczka (ur. 24 lutego 1859 we Lwowie, zm. 16 grudnia 1894 w Lindenwiese) – kupiec i przemysłowiec krakowski. 

## Życiorys
Pochodził z rodziny o czeskich korzeniach. Swoją działalność związał z Krakowem. Prowadził tutaj handel różnymi drobnymi artykułami (sklep przy Małym Rynku, następnie przy pl. Mariackim), a w 1894 otworzył Fabrykę Tutek Cygaretowych "Polonia", która w okresie międzywojennym weszła w skład przedsiębiorstwa "Herbewo". Był członkiem krakowskiego Towarzystwa Strzeleckiego (bractwa kurkowego), a w 1884 został królem kurkowym. 
Zmarł podczas kuracji w Lindenwiese i tam został pochowany 19 grudnia 1894 roku. 